# Frank Halmans
Frank Halmans (Heerlen, 1963) is een Nederlands criticus, filosoof, beeldhouwer, tekenaar en installatiekunstenaar.

## Leven en werk
Halmans werd opgeleid aan de Stadsacademie (1982-1987) en de Jan van Eyck Academie (1987-1990) in Maastricht. Halmans' werk gaat veelal over herinneringen, wonen en beleven. Voor zijn plastieken en installaties maakt hij gebruik van herkenbare, alledaagse voorwerpen, die hij door ze te vervormen of aan te passen in een andere context plaatst. Hij exposeerde onder meer bij het Biesbosch MuseumEiland bij Werkendam, Kunsthal KAdE in Amersfoort en het Centraal Museum in Utrecht. In 2013 ontving hij voor zijn werk de Boellaardprijs.

## Enkele werken
- 1997 Abri en peperbus, Van Limburg Stirumplein, Amsterdam
- 2003 Speeltuin NAP, Charlotte Köhlertuin, Heerhugowaard
- 2004 Bank Ganskuijl, Amersfoort
- 2007 Giardini Segreti, Ondiep-Zuidzijde (Lumax), Utrecht
- 2011 Bank Immaculata, voor zorgcentrum Immaculata, Edegem
- 2012 De binnentuin, Leidsche Rijn, Utrecht
- 2012 De prijzenkast van St. Jozef, Plein 1817, Tegelen
- 2013 Bagage voor het leven, Oostereiland, Hoorn
- 2015 Monument Mondriaan, Kortegracht (voor het Mondriaanhuis), Amersfoort

## Fotogalerij

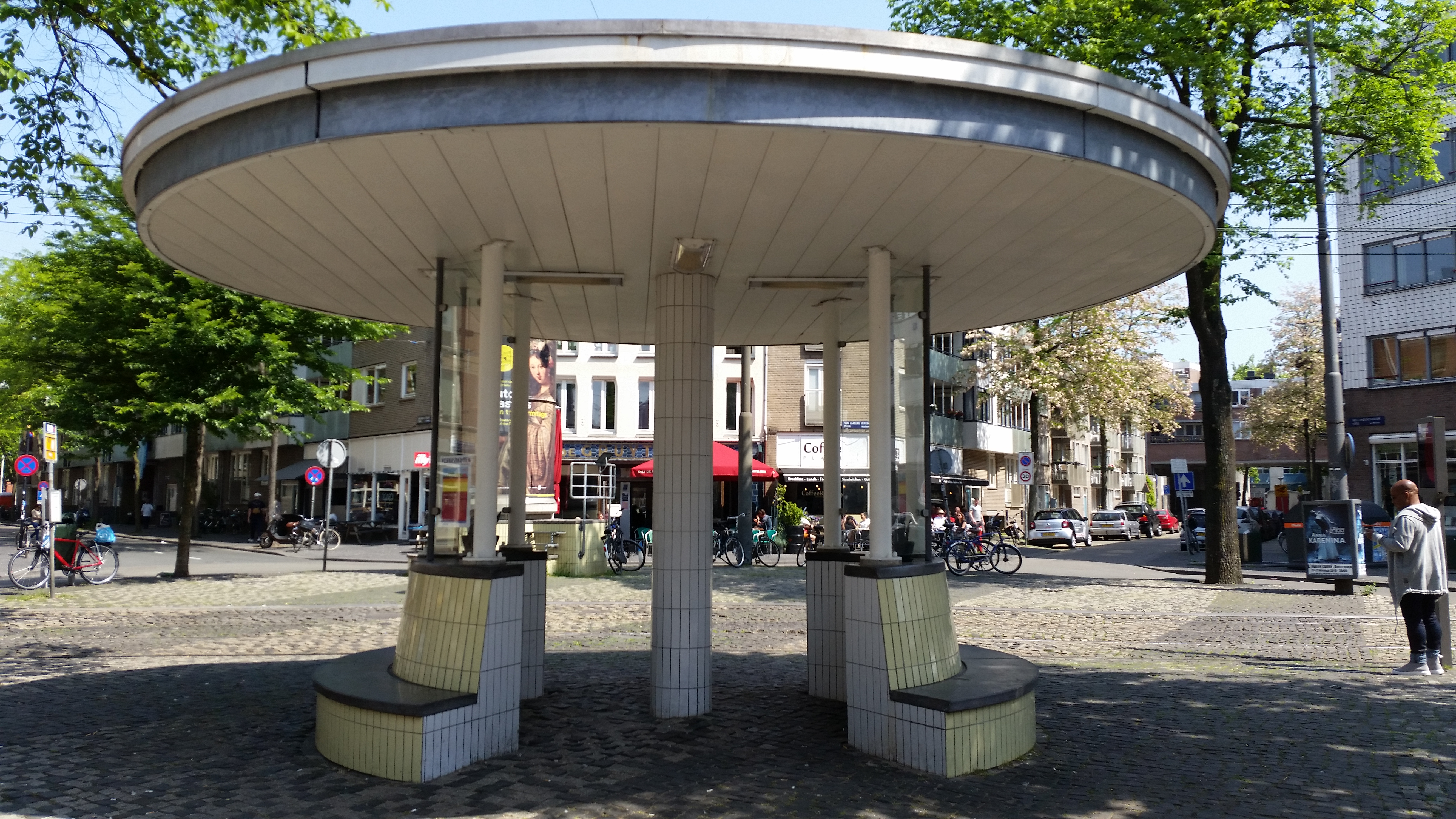
Abri (1997), Amsterdam
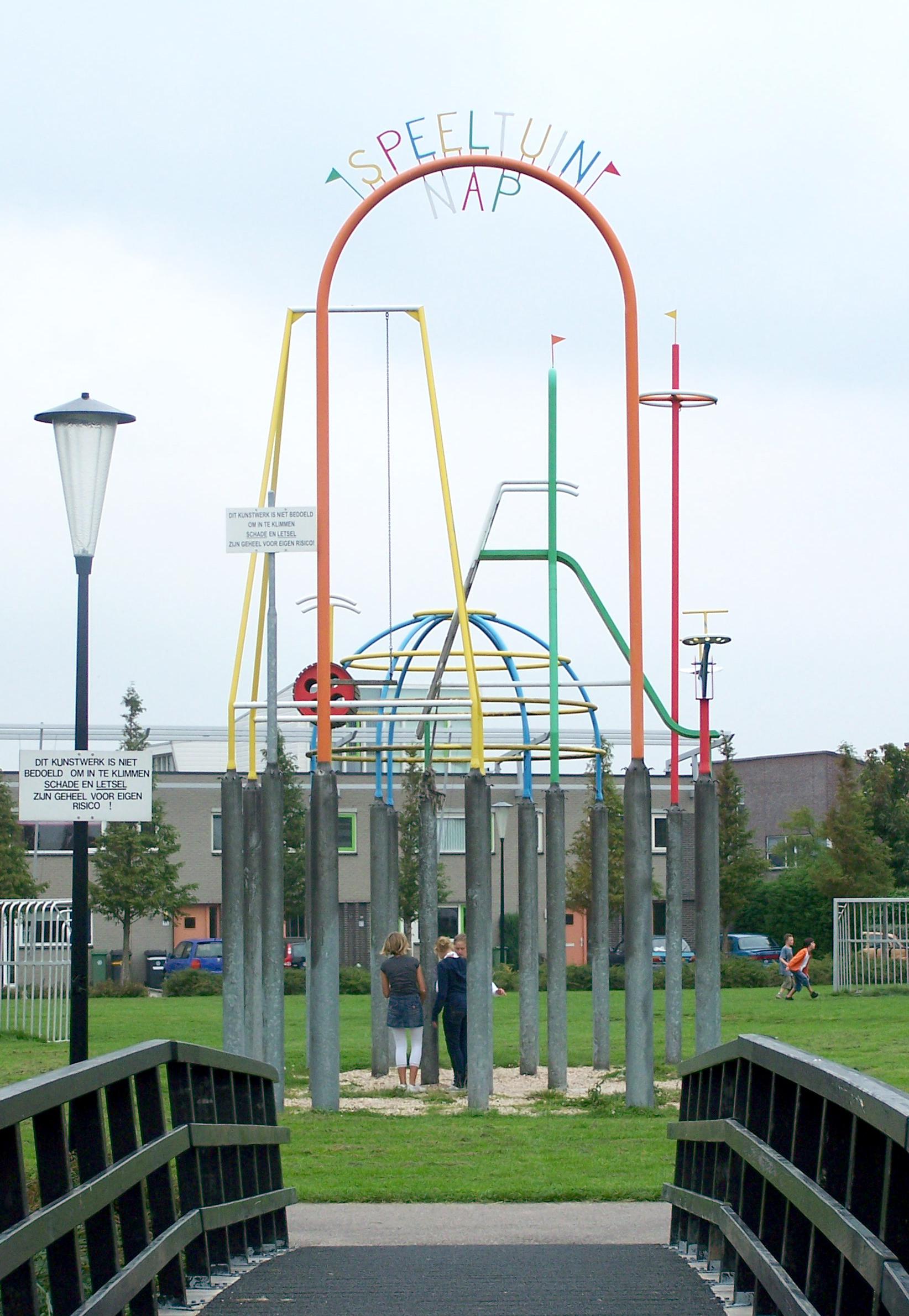
Speeltuin NAP (2003), Heerhugowaard
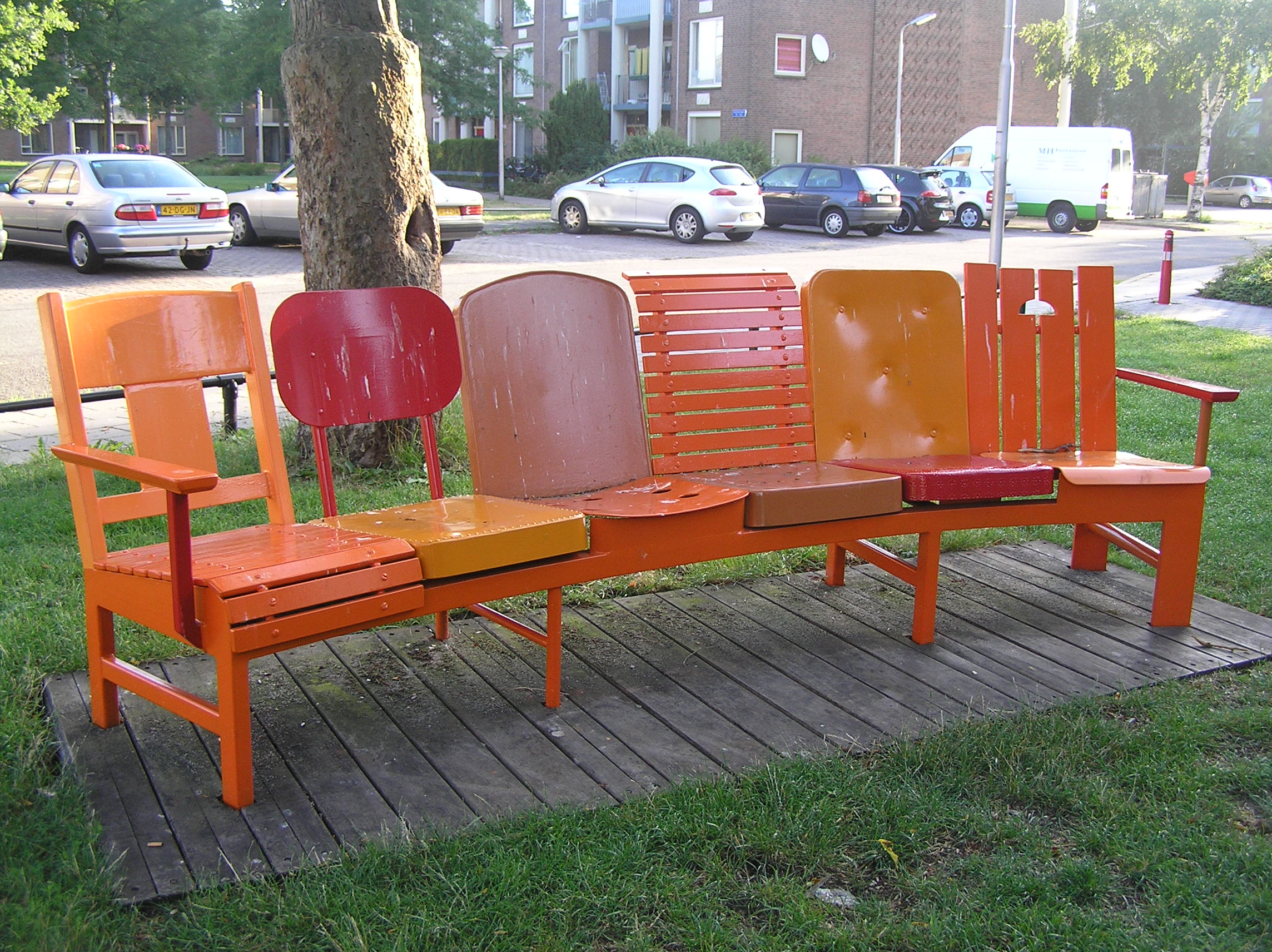
Bank Ganskuijl (2004), Amersfoort
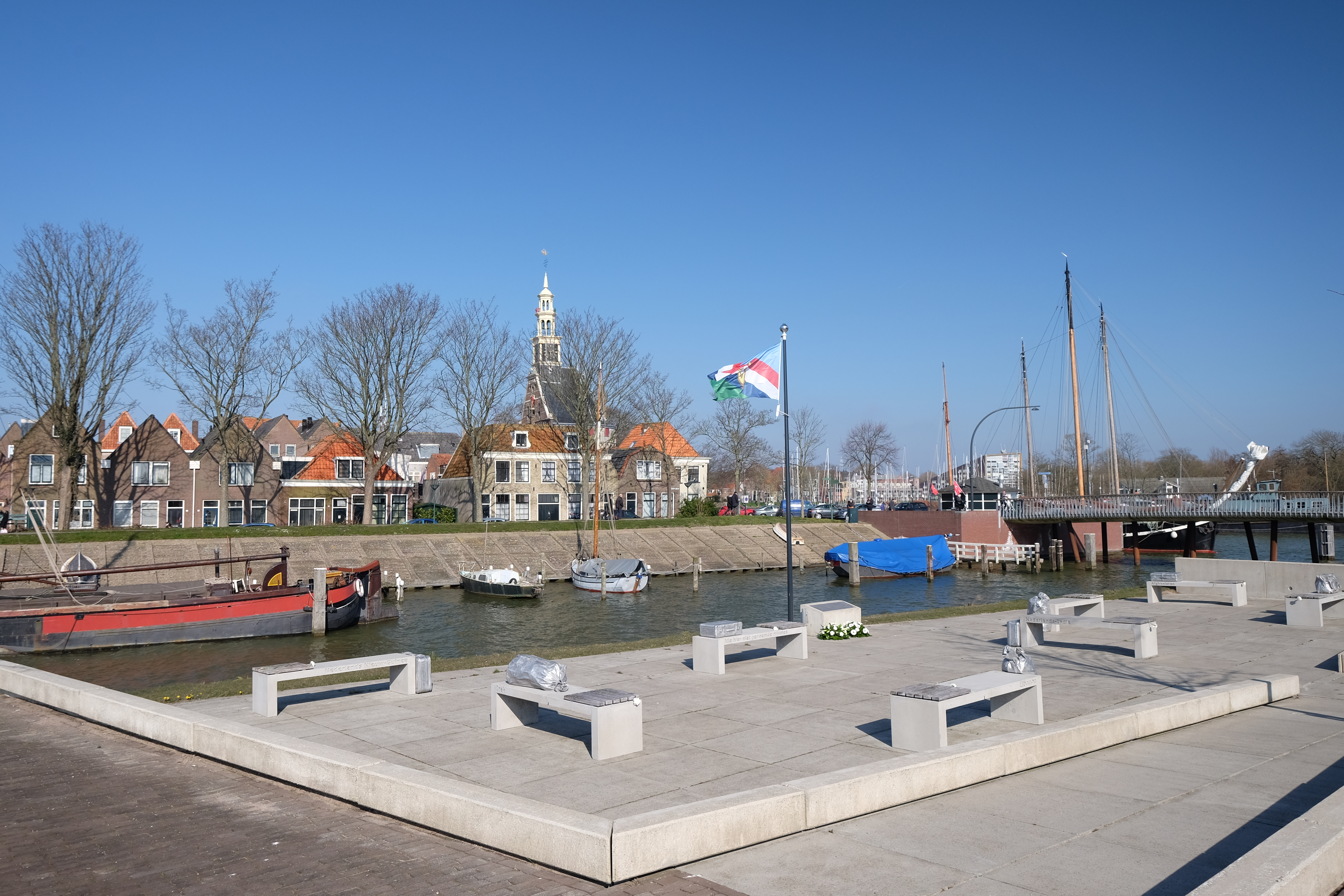
Bagage voor het leven (2013), Hoorn
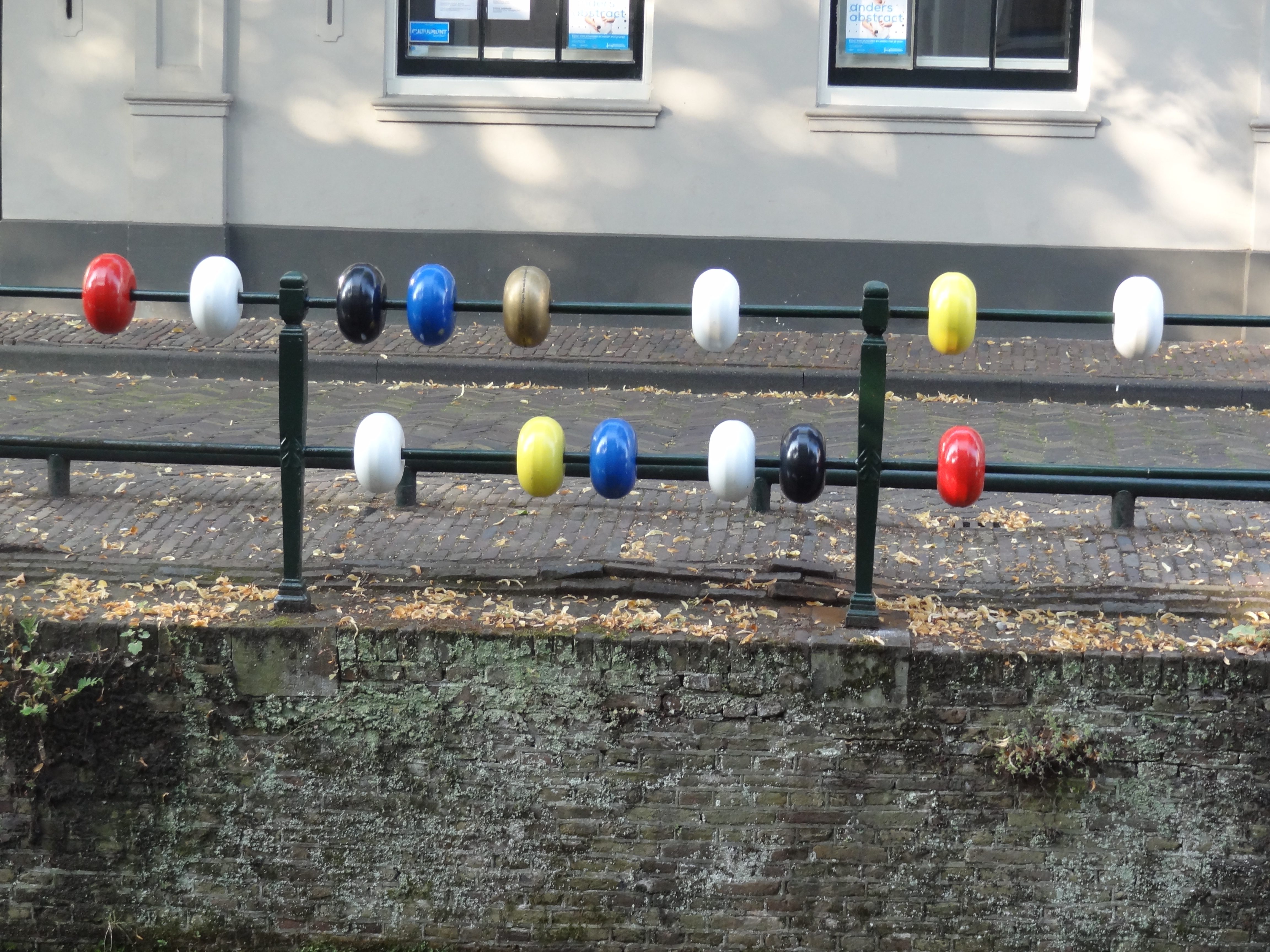
Monument Mondriaan (2015), Amersfoort